# Roland Thaxter
Roland Thaxter, född 28 augusti 1858 i Newton, Massachusetts, död 22 april 1932, var en amerikansk botaniker.
Thaxter var 1901–1919 professor i botanik vid Harvard University i Cambridge, Massachusetts. Han viktigaste skrift är en monografi över svampfamiljen Laboulbenialer. Han var redaktör för "Annals of Botany" från 1907 till sin död. Han invaldes som utländsk ledamot av Vetenskapsakademien i Stockholm  1921.
Auktorsnamnet Thaxt. kan användas för Roland Thaxter i samband med ett vetenskapligt namn inom botaniken; se Wikipediaartiklar som länkar till auktorsnamnet.